# オレイ・アンダーソン
オレイ・アンダーソン（Ole Anderson、本名：Alan Robert Rogowski、1942年9月22日 - 2024年2月26日）は、アメリカ合衆国のプロレスラー、ブッカー。ミネソタ州ミネアポリス出身のポーランド系アメリカ人。
ヒールのタッグ・プレイヤーとして、ミネソタ・レッキング・クルーおよびフォー・ホースメンなどの伝説的ユニットで活躍。ブッカーとしても、NWAジョージア地区やWCWにおいて手腕を発揮した。

## 来歴
ミネソタ州立大学でレスリングの選手として活躍後、1967年8月に地元ミネアポリスのAWAにて、ロック・ロゴウスキー（Alan "The Rock" Rogowsk）のリングネームでデビュー。レスリングの下地を持つベビーフェイスの新鋭として、同年10月28日にはネブラスカ州オマハにてボブ・オートンからAWA中西部ヘビー級王座を奪取、AWAの新人賞も受賞した。AWAではイゴール・ボディックやビル・ワット、ムース・ショーラックらのパートナーとなり、ラリー・ヘニング&ハーリー・レイスやミツ・アラカワ&ドクター・モトが保持していたAWA世界タッグ王座にも挑戦している。
1960年代末よりNWA圏のミッドアトランティック地区に転出し、ヒールに転向してオレイ・アンダーソン（Ole Anderson）と改名。ジン・アンダーソン&ラーズ・アンダーソンのミネソタ・レッキング・クルー（The Minnesota Wrecking Crew）に加入する。以降、ラーズ脱退後のジンのパートナーとなり、1970年代全般にかけてミッドアトランティックやジョージア州のGCW（ジョージア・チャンピオンシップ・レスリング）など、NWAの南部テリトリーを席巻。ミッドアトランティックではリック・フレアー&グレッグ・バレンタインやダスティ・ローデス&ディック・スレーターなどのチームを破り、NWA世界タッグ王座を再三獲得した。
GCWではラーズともコンビを組み、1978年2月27日にミスター・レスリング2号&トニー・アトラス、同年4月28日にサンダーボルト・パターソン&トミー・リッチ、1980年6月8日にイワン・コロフ&アレックス・スミルノフを下して、ジョージア・タッグ王座を3度奪取。シングルでは1977年から1979年にかけて、レスリング2号やボブ・アームストロングらとメイコン・ヘビー級王座やTV王座を争った。ロン・フラーが主宰していた同じ南東部地区のサウスイースタン・チャンピオンシップ・レスリングにも参戦して、1980年4月13日にキラー・カール・コックスからサウスイースタン・ヘビー級王座を奪取している。
ジンやラーズとのユニット解消後はGCWを本拠地に、ローデス、ワフー・マクダニエル、ジャック・ブリスコ、マスクド・スーパースター、スタン・ハンセンらと激闘を展開。ハンセンとはタッグも組んでおり、1982年2月28日にアトランタで行われたミッドアトランティック版NWA世界タッグ王座の争奪トーナメントでは、ハンセンとのチームで優勝を飾っている（このトーナメントには日本からジャンボ鶴田と天龍源一郎の鶴龍コンビも出場しており、両チームは準決勝で対戦した）。
GCWではプロモーターのジム・バーネットの懐刀となりブッカーも兼任していたが、1982年末、バーネットのアメリカ不在時にクーデターを起こし、バーネットを辞任に追い込んでGCWの運営権を掌握する。しかし1984年4月9日、バーネットがGCWの持ち株をビンス・マクマホンに売却し、GCWがWWFに買収されたことによって失脚（「ブラック・サタデー (プロレス)」の項も参照）。以降は新組織のCWG（チャンピオンシップ・レスリング・フロム・ジョージア）を主宰して、1985年4月にミッドアトランティックのジム・クロケット・プロモーションズがCWGを吸収合併すると同団体に移籍。CWGでのパートナーだったミネソタ・レッキング・クルーの「四男」アーン・アンダーソンとのタッグチームで活動し、同年下期からはアーン、リック・フレアー、タリー・ブランチャードらとフォー・ホースメン（The Four Horsemen）を結成した。1987年からレックス・ルガーと入れ替わる形でホースメンを脱退、ベビーフェイスに転向している。
クロケット・プロがテッド・ターナーに買収されてWCWに移行してからはセミリタイアし、ジョージア時代と同様にブッキング業務を担当。1990年よりヘッド・ブッカーに就任して、1994年5月にはPPV "Slamboree 1994" にてWCW殿堂に迎えられた。しかし、息子のブライアン・ロゴウスキー（ブライアント・アンダーソン）を売り込むためにジム・コルネットのスモーキー・マウンテン・レスリングと接触したことが原因で、同年にエリック・ビショフによってWCWを解雇された。
その後はプロレスリング・ビジネスとの関わりを絶っていたが、WCW崩壊後の2003年に自伝 "Inside Out" を編集者との共著で発表している。2010年にはジンやラーズと共にNWA殿堂に迎えられた。
ブッカー兼務で多忙だったこともあり、来日回数は通算3回と少なく、初来日は1970年1月の日本プロレス、再来日は1973年10月の国際プロレスで、それぞれジン・アンダーソンとのコンビで参戦。日本プロレスでは1月11日に岡山県体育館でアントニオ猪木&吉村道明のアジアタッグ王座に、国際プロレスでは11月4日に鹿島郡神栖町にてラッシャー木村&グレート草津のIWA世界タッグ王座に挑戦した。国際プロレス参戦時には、木村や草津との金網デスマッチも行われている。3度目は1986年3月、旧友ハンセンの仲介で全日本プロレスに来日し、久々の日本マット登場を果たした。このときはレスラーとしてよりも、当時のアメリカにおけるNWAとWWFのレスリング・ウォーの内情を知る人物として関係者の注目を集めた。
2024年2月26日、81歳で死去。

## 追記
- 毒舌家として知られ、ブッカー時代はブラックジャック・マリガンをはじめ選手との衝突も少なくなかった。しかし、スタン・ハンセンは彼の口の悪さをジョークとして受け流し、時には悪口で切り返すことで親友になったと自著で述懐している[22]。ハンセンはオレイのことを、アメリカン・プロレス全盛時におけるベスト・ブッカーだったと高く評価している[22]。
- GCWがWWFに買収された翌日、TBSのスタジオに入ろうとしたビンス・マクマホンとゴリラ・モンスーンに対し「ここから消え失せろ」などと毒づいた。その際、マクマホンは和解案として協働を持ちかけたものの、オレイは嫌悪感を露わにしながらそれを拒絶したという[14]。オレイはクーデターによりジム・バーネットを追放してGCWの事実上のボスとなっていたが、株式構成に大きな変化はなく[13]（保有株式は10%）、主要株主のブリスコ兄弟（ジャック&ジェリー・ブリスコ）と不仲だったこともあり、WWFとGCWの株取引はオレイ不在の状態で進められた[14]。バーネットとブリスコ兄弟の持ち株を合わせると半数以上の株数となり、それがマクマホンへ売却された結果、オレイの政権は1年半足らずで終焉を迎えることになった[13]。

## 得意技
アマレス仕込みの安定感あるレスリングテクニックと、殴る蹴るのラフプレイを兼ね備えており、あらゆる試合型式に対応できる技巧派であった。
- ショルダー・バスター
- ブレーンバスター
- パイルドライバー

## 獲得タイトル
アメリカン・レスリング・アソシエーション
- AWA中西部ヘビー級王座：2回[3]
- AWA中西部タッグ王座：2回（w / オックス・ベーカー、ザ・クロウ）[23]

チャンピオンシップ・レスリング・フロム・フロリダ
- NWAフロリダTV王座：1回[24]
- NWAフロリダ・タッグ王座：1回（w / ロン・ガービン）[25]

ジョージア・チャンピオンシップ・レスリング
- NWAジョージアTV王座：2回[9]
- NWAコロンバス・ヘビー級王座：1回[26]
- NWAメイコン・ヘビー級王座：1回[8]
- NWAメイコン・タッグ王座：1回（w / ジン・アンダーソン）[27]
- NWAジョージア・タッグ王座：17回（w / ジン・アンダーソン×7、イワン・コロフ×4、ラーズ・アンダーソン×3、レネ・グレイ、アーニー・ラッド、ジェリー・ブリスコ）[7]
- NWAサウスイースタン・タッグ王座（ジョージア版）：1回（w / ジン・アンダーソン）[28]

チャンピオンシップ・レスリング・フロム・ジョージア
- NWAナショナル・タッグ王座：2回（w / サンダーボルト・パターソン、アーン・アンダーソン）[29]

ミッドアトランティック・チャンピオンシップ・レスリング
- NWAイースタン・ステーツ・ヘビー級王座：1回
- NWAミッドアトランティック・タッグ王座：3回（w / ジン・アンダーソン）[30]
- NWA大西洋岸タッグ王座：4回（w / ジン・アンダーソン）[31]
- NWA世界タッグ王座（ミッドアトランティック版）：8回（w / ジン・アンダーソン×7、スタン・ハンセン）[6]

サウスイースタン・チャンピオンシップ・レスリング
- NWAサウスイースタン・ヘビー級王座：1回[10]

ワールド・チャンピオンシップ・レスリング
- WCW殿堂：1994年[32]

ナショナル・レスリング・アライアンス
- NWA殿堂：2010年[17]